# Livre des procédures fiscales
Le Livre des procédures fiscales (LPF) est un des codes associés au code général des impôts. Très schématiquement, il est au code général des impôts ce que le code de procédure pénale est au code pénal.

## Historique
Le Livre des procédures fiscales a été créé par deux décrets pris le 15 septembre 1981 et un arrêté. Il entre en vigueur le 1er janvier 1982,.